# Simpang Beringin
Simpang Beringin is een bestuurslaag in het regentschap Pelalawan van de provincie Riau, Indonesië. Simpang Beringin telt 2285 inwoners (volkstelling 2010).